# Кристен Прес
Кристен Анамарија Прес (енгл. Christen Annemarie Press; 29. децембар 1988) је америчка фудбалерка која наступа за клуб Јута Ројалс и за репрезентацију САД. Игра на позицији нападача.

## Каријера
Кристен је поставила највиши рекорд у постигнутим головима у клубу Станфорд Кардинал са 71.
У клуб МеџикЏек је прешла 2011. године. Свој први гол је дала у утакмици против клуба Атланта Бит. Завршила је сезону стартујући у 16 од 19 мечева.
У клуб Гетеборг је прешла 2012. године а прва утакмица јој је била у четвртини финала Лиге шампиона са Арсеналом где су и изгубиле са 3:0..
Године 2013. је потписала уговор са клубом Тјуресо. Завршила је сезону 2013. као нападач са највише постигнутих голова.
Јануара 2014. је озваничено да ће Прес отићи поново у САД, тачније у клуб Чикаго Ред Старс. Завршила је ту сезону јако успешно пошто је изабрана од стране стручњака за тим сезоне. У сезони 2015. је до краја априла забележила 4 поготка и једну асистенцију те је изабрана за играчицу тог месеца. Следеће сезоне је изабрана за капитена тима. Имала је укупно 8 голова у 14 утакмица. Тако је било у 2017. сезони где је остала капитен тима.
У марту 2018. године је потписала уговор на три месеца са бившим клубом Гетеборг. Дана 19. јуна је клуб озваничио да ће она прећи у клуб Јута Ројалс.
Имала је свој дебитантски меч 27. јуна у клубу Јута Ројалс против клуба Сијетл Рејн. Одиграла је укупно 11 мечева у тој сезони и дала је два гола.

## Репрезентација
Године 2013. када је почела да игра за сениорску екипу репрезентације, имала је 12 наступа и 8 голова. Следеће године је имала 11 погодака за тим. У мечу против Аргентине на турниру Бразилија је постигла чак 4 гола у групној фази за победу од 7:0. Те године је играла у тиму на првенству КОНКАКАФ где су и освојиле прво место.
Са тимом је играла на Светском првенству 2015. године где је наступила у 4 мечева од укупно 7. Свој први гол је дала у утакмици против Аустралије у 61. минуту.
На Олипијским играма 2016. године је изабрана за први тим и одиграла је све утакмице.
Следеће године је одиграла све утакмице у репрезентацији. Те године је имала укупно 3 погодака и 3 асистенција.
Године 2018. је била у првом тиму за КОНКАКАФ првенство где је САД поново освојила прво место. Имала је један погодак и 2 асистенције.
Учестовала је на Светском првенству у Француској 2019. године што је био њен други пут на том првенству. Играла је свих 7 утакмица а први гол на првенству је забележила у мечу против Енглеске.